# 至尊魔戒

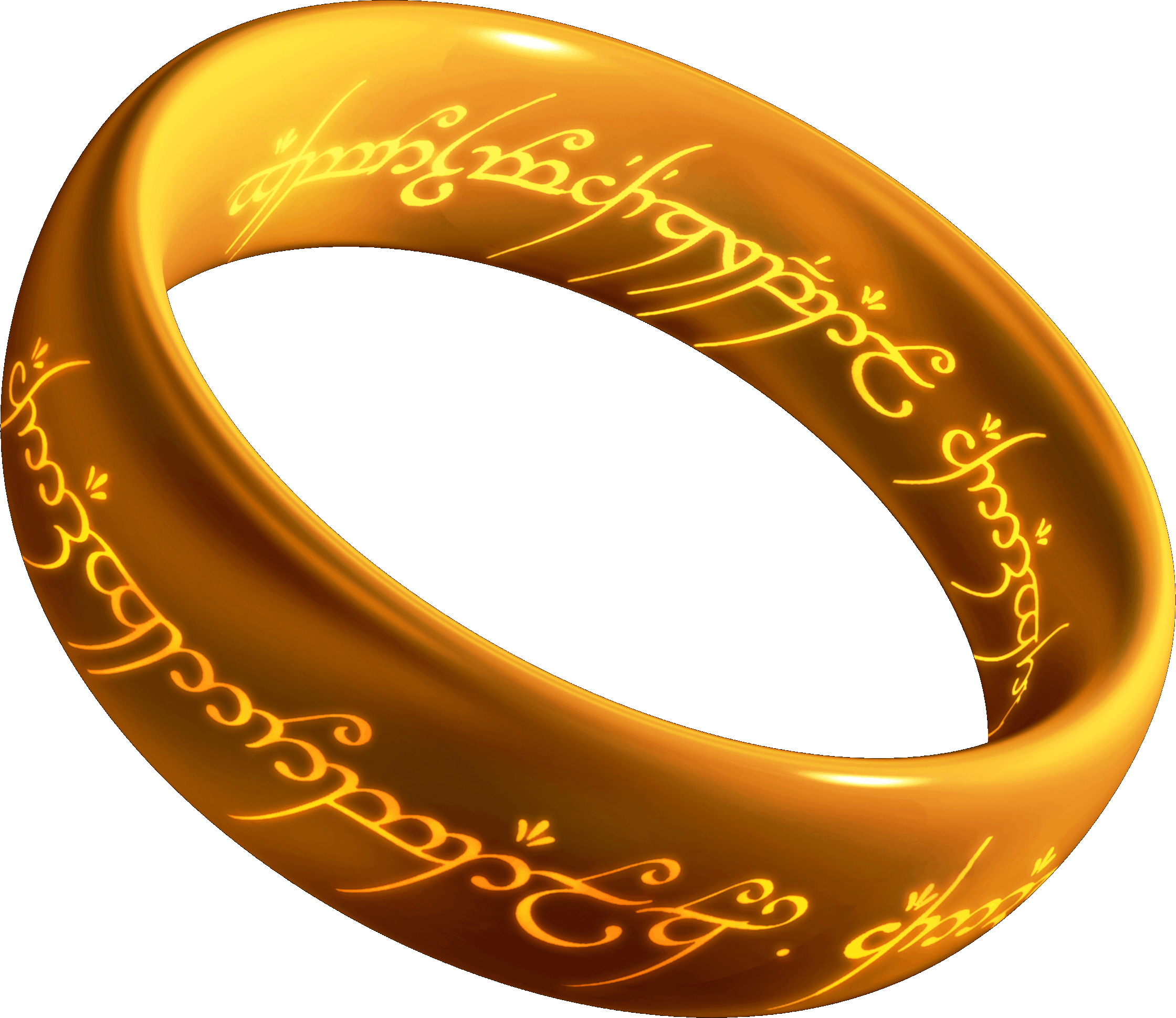
至尊魔戒

至尊魔戒（One Ring），亦即是支配魔戒（Ruling Ring）、大魔戒（The Great Ring，或译为统御魔戒）、强力魔戒（Great Ring of Power）、魔戒（The Ring）、宝贝（Precious）及埃西鐸的克星（Isildur's Bane），是托爾金小說中的中土大陸的魔法戒指。在托爾金小說《魔戒》裡主要講述摧毀至尊魔戒的任務，亦講述了至尊魔戒的大部分歷史。

## 特徵
在第二紀元，黑暗魔君索倫（Sauron）鑄造至尊魔戒，目的是要支配中土大陸的自由子民。為了掩飾這個目的，索倫協助伊瑞詹（Eregion）的精靈及領袖凱勒布理鵬（Celebrimbor）鑄造統御魔戒（Rings of Power），但卻暗自以末日火山（Mount Doom）的火燄鑄造至尊魔戒。至尊魔戒是最具力量的魔戒，能夠支配及控制其他的統御魔戒。自統御魔戒擁有強大力量後，索倫將他的力量、生命力及意志注入至尊魔戒，繼續實現他的目的。只要至尊魔戒存在，索倫的影響力依然存在，索倫可永遠不死。對於索倫來說，失去了至尊魔戒會使他的力量削弱，如果至尊魔戒被摧毀，索倫甚至會死亡。
至尊魔戒以純金鑄造，蘊含強大的力量，除非將它丟進末日火山的熔岩裡，否則至尊魔戒是不會受到破壞。與其他統御魔戒不一樣，戒指上沒有鑲有寶石。要判斷該戒指是否至尊魔戒，只需做一個簡單的測試：至尊魔戒受熱時會顯示以魔多（Mordor）黑暗語（Black Speech）寫成的談格瓦文字（Tengwar）。這些文字是描述至尊魔戒的一首詩文，同時也是灌輸力量的咒語。在魔戒鑄造期間，當地精靈曾聽索倫說過相同的字，他們缷下手上的統御魔戒，使索倫的計劃失敗。

在彼得·傑克遜的電影《魔戒》裡，至尊魔戒上的文字展示在埃西鐸手上 （上）、 佛羅多·巴金斯手上 （中）及至尊魔戒在末日火山被摧毀時。

至尊魔戒會緩慢地腐化佩帶者，佩帶者不會有任何反抗意念，不明這力量是否與注入至尊魔戒的法術還是至尊魔戒的邪惡本源有關（索倫賦予至尊魔戒一些特性，但他意料不到會有索倫以外的佩帶者），因此，甘道夫（Gandalf）、愛隆（Elrond）及凱蘭崔爾（Galadriel）也拒絕了擁有至尊魔戒，認為至尊魔戒應被摧毀。哈比人純正的心靈正好合適去抵抗至尊魔戒誘人的力量。這正好可解釋比爾博及佛羅多長期持有至尊魔戒，但負面影響卻較輕微，也可解釋咕嚕持有魔戒超過五百年，但也並未完全腐化。

## 至尊魔戒的歷史
索倫鑄造至尊魔戒（約第二紀元1600年）後，他利用至尊魔戒向所有反對他的勢力挑起戰爭，特別是對精靈（精靈與索倫之戰爭 War of the Elves and Sauron）。在起初，索倫甚為成功，凱勒布理鵬（Celebrimbor）的伊瑞詹（Eregion）亦被摧毀。後來，塔爾-明那斯特（Tar-Minastir）及吉爾加拉德（Gil-galad）在約第二紀元1700年率領大軍來到中土大陸，擊敗索倫的軍隊，迫使索倫返回魔多。
第二紀元3261年，努曼諾爾最後一位皇帝亞爾-法拉松（Ar-Pharazôn）率領大軍登陸昂巴（Umbar），對索倫發動戰爭。努曼諾爾巨大的兵力使索倫的軍隊不敢接戰，索倫向亞爾-法拉松投降，作為戰俘帶回努曼諾爾。托爾金在1958年所寫的信件211號表示，索倫的降伏是故意的，這使索倫可以抵達努曼諾爾。精靈並沒有向努曼諾爾人透露有關至尊魔戒（或任何統御魔戒）的存在，故亞爾-法拉松對索倫沒有防備。索倫運用至尊魔戒的力量支配努曼諾爾人的心志，使他們轉而崇拜魔苟斯。
索倫的肉身在努曼諾爾淪亡時已被摧毀，但至尊魔戒使他的靈魂返回中土大陸，索倫在第二紀元3429至3441年再次挑起對精靈及人類最後同盟（Last Alliance of Elves and Men）的戰爭。
在末日火山的山坡上，埃西鐸（Isildur）切下索倫的手指，獲得至尊魔戒，但也同时放弃了在末日火山中摧毁它的机会。在第三紀元2年的一次半獸人突襲裡，埃西鐸死前在安都因河失去至尊魔戒。至尊魔戒一直沉在河床上，直至哈比人德戈（Déagol）在釣魚期間發現至尊魔戒。德戈卻被同行好友史麥戈（Sméagol）殺害，史麥戈偷取了至尊魔戒，在至尊魔戒力量的影響下，史麥戈被扭曲成咕嚕（Gollum）。擁有索倫意志的至尊魔戒將咕嚕擺佈到迷霧山脈（Misty Mountains），這時，索倫開始捲土重來。咕嚕及至尊魔戒隱藏在此約五百年，直到至尊魔戒厭倦了咕嚕。
正如《哈比人歷險記》所說，比爾博·巴金斯在迷霧山脈的洞窟裡找到至尊魔戒。在寫《哈比人歷險記》時，托爾金並沒有揭示到至尊魔戒的邪惡。在《哈比人歷險記》的初版，咕嚕在謎題比賽裡輸給比爾博，亦因此把至尊魔戒交給比爾博，但托爾金揭示了至尊魔戒的性質，至尊魔戒的誘惑力使咕嚕不會自動放棄至尊魔戒，故托爾金在第二版裡改寫了這一節。咕嚕在謎題比賽裡失敗，所以打算拿取他的「寶貝」而企圖殺掉比爾博，但他卻發現至尊魔戒遺失了。比爾博大概是在最後的謎題「我的口袋裡面有甚麼？」時獲得至尊魔戒。咕嚕在洞窟裡追捕比爾博，但他並不知道比爾博發現了至尊魔戒的隱身功能。在隱身狀態下，比爾博從咕嚕及半獸人當中逃脫。比爾博並沒有透露至尊魔戒的力量。甘道夫威迫比爾博說出這一段故事，並開始懷疑那只戒指。
與此同時，咕嚕離開了迷霧山脈，追踪至尊魔戒，但卻被索倫擄獲及審問，索倫從中得悉比爾博和夏爾。
第三紀元3001年，在甘道夫的忠告下，比爾博把至尊魔戒傳給他的繼承人佛羅多·巴金斯。這是歷史上首次自願放棄至尊魔戒的事情，最終導致至尊魔戒的毀滅。
此時，索倫的力量逐漸恢復，魔多的巴拉多（Barad-dûr）亦被重建。為了防止索倫重獲魔戒，佛羅多及其八名伙伴從瑞文戴爾（Rivendell）出發，往魔多以末日火山之炎消滅至尊魔戒。在任務進行期間，佛羅多漸漸感受到至尊魔戒的力量，並開始畏懼至尊魔戒會腐化他。佛羅多和山姆發現咕嚕尾隨而至，兩人將咕嚕「馴服」為他們的嚮導。佛羅多始感到與咕嚕有奇妙的連繫，遂決定要抵抗至尊魔戒的力量，以拯救他自己及咕嚕，然而，咕嚕終抵受不住至尊魔戒的誘惑力而背叛了佛羅多，將他帶到屍羅（Shelob）的巢穴。山姆相信佛羅多已死，他持有至尊魔戒一段短時間，感受到至尊魔戒的誘惑力，但他從沒有屈服。
山姆在西力斯昂哥（Cirith Ungol）的塔內營救佛羅多，並將至尊魔戒歸還給他。兩人抵達末日火山，但佛羅多終被至尊魔戒的腐敗力量擊垮，他不願破壞至尊魔戒。在此時，又被咕嚕襲擊，咕嚕咬斷了佛羅多戴有至尊魔戒的手指，最後連同至尊魔戒跌進末日裂縫，終使至尊魔戒徹底毀滅。

## 外觀
至尊魔戒上文字是以黑暗語（Black Speech）寫成的談格瓦文字（Tengwar），象徵至尊魔戒的力量可以駕馭其他統御魔戒。
在平常，至尊魔戒的表面平滑，毫無特色，但在火炎燃燒時，戒指內外也會顯現如火的文字。在小說《魔戒首部曲：魔戒現身》的第二節「過往黯影」裡，那些文字被描繪下來。在愛隆會議，甘道夫把那些文字讀了出來：
Ash nazg durbatulûk, ash nazg gimbatul, ash nazg thrakatulûk, agh burzum-ishi krimpatul.
所有參與愛隆會議的人聽到那些文字都忍不住發抖，精靈還掩住耳朵，這可能是由於他們憎惡索倫或那些文字對他們帶來打擊。

|  | 法師聲音的改變讓眾人為之一驚，突然間，它變得邪惡、強大，如同岩石般冷酷。似乎有一道陰影遮住了天上的太陽，門廊瞬間變得黑暗。所有人都忍不住打了個寒顫，精靈掩住耳朵。 |
粗略地翻譯，那些文字的意思是：
魔戒全屬至尊御，至尊指引諸魔戒，至尊魔戒喚眾戒，眾戒歸一黑暗中
當至尊魔戒鑄成時，索倫曾大聲讀出這些文字，精靈三戒的鑄造者凱勒布理鵬也聽得到，並開始注意到索倫的意圖。
在一些版本的《魔戒首部曲：魔戒現身》，第二節內詩文的首兩句意外被略去。在50週年的版本裡，這失誤被修正，整個詩文是：

天下精靈鑄三戒，

地底矮人得七戒，

壽定凡人持九戒，

魔多妖境暗影伏，

闇王坐擁至尊戒。

至尊戒，馭眾戒；

至尊戒，尋眾戒；

魔戒至尊引眾戒，

禁錮眾戒黑暗中，

魔多妖境暗影伏。
甘道夫翻查埃西鐸在死前的著作才知道至尊魔戒文字的意思。當埃西鐸切下索倫的手指，至尊魔戒受熱燃燒，故埃西鐸能把文字摹下來。
當甘道夫發現比爾博所獲的那只戒指在受熱出現文字時，甘道夫毫無疑問地確定那就是至尊魔戒。

### 改編描述
1981年英國廣播公司電台連續劇《魔戒》裡，戒靈（Nazgûl）曾吟唱至尊魔戒上的詩文。
2001年，彼得·傑克遜執導的電影《魔戒》裡，甘道夫（伊恩·麥克萊恩飾）亦曾讀出至尊魔戒上的詩文。

## 力量
至尊魔戒最大的力量是可以保存某人的生命力及意志。佩戴至尊魔戒的人，即使是非常短暫，也會延長佩帶者的壽命。
除了索倫和能夠完全運用至尊魔戒力量的人外，至尊魔戒亦會使佩帶者能夠隱身。奇特的是湯姆·龐巴迪在佩帶魔戒後並不會隱身，而且至尊魔戒的不良影響對他完全沒效。
至尊魔戒亦會擴大佩帶者的支配慾，使魔戒持有者可利用個人意志強加於別人，特別是半獸人及咕嚕。至尊魔戒也會增強佩帶者的聽力及理解語言的能力。雖然至尊魔戒不能賦予持有者身體上的力量加以控制和破壞，但仍是支配世界的有效工具。
除了思想控制外，至尊魔戒還有其他功能，它可以使持有者著迷。它又可使持有者能解讀他人的思想，凱蘭崔蘭曾向佛羅多說他又可以學習精神溝通。至尊魔戒有駕馭其他統御魔戒的能力。至於托爾金所指的是至尊魔戒能複製其他統御魔戒的能力還是可控制統御魔戒持有者就不得而知。
至尊魔戒內被注入部分索倫的力量，這是索倫另有目的。如果至尊魔戒與索倫分離，至尊魔戒會竭力回到索倫那裡，會強制持有者尋找索倫或索倫的屬下。佛羅多曾表示，由於至尊魔戒會有脫離的趨勢，所以他以鏈子串連至尊魔戒。
要運用至尊魔戒所有的功能，佩帶者須有極強的自律性和強大的精神意志力。精神力較弱的人類和哈比人只能運用極小的功能，但佩帶的時間越長，佩帶者可以透過鍛鍊來獲得對至尊魔戒更強的支配權，可能使佩帶者有足夠的意志抵禦至尊魔戒的支配力量。如果是邁亞或強大的精靈，他們對至尊魔戒有更強的控制力，足以運用至尊魔戒推翻索倫。最後，至尊魔戒的腐敗力量會扭曲持有者，使持有者變成如索倫般邪惡。至尊魔戒的力量可利用作正義或邪惡用途，小說中一再強調索倫與至尊魔戒的重聚是最大的威脅，索倫可從至尊魔戒取回他的部分力量。
值得注意的是，索倫曾兩度在運用至尊魔戒的情況下落敗：第一次在第二紀元3255年敗給亞爾-法拉松，然後又在第二紀元末失敗，精靈及人類最後同盟擊敗索倫，至尊魔戒被奪。戰爭持續數年，許多英雄死亡（托爾金曾表示，亞爾-法拉松並沒有打敗索倫，他只打敗了索倫的追隨者，索倫投降，為國王獻策，意欲腐化努曼諾爾，並誤導努曼諾爾攻擊維林諾，導致努曼諾爾淪亡，索倫逃回中土大陸，新的肉體未能恢復力量，直至他攻擊精靈及人類最後同盟）。托爾金強調，在第三紀元末，精靈逐漸衰微，陸續前往阿門洲；矮人的摩瑞亞（Moria）毀滅，只在少數地區活躍；人類國度則須抵抗追隨索倫的勢力。在這情況下，如索倫能運用至尊魔戒，便能輕易征服中土大陸。
雖然至尊魔戒非常危險，但也不是萬能的，不能確保至尊魔戒能夠絕對控制思想。

## 象徵
托爾金曾對至尊魔戒的構想作出說明：「我認為這是說明權力運用及其所產生效果的一種虛構方法，我只是將它具體化而已。」（托爾金第211號信件）
托爾金強調，他的作品不能被視作寓言，特別是與托爾金時代的政治事件無關（第二次世界大戰及冷戰）。雖然如此，仍然有許多人把至尊魔戒視作一種象徵或隱喻，至尊魔戒被認為是暗示人類要小心運用過大的權力，在1930年時代，人類不難聯想到這一方面。作品出版後，核能和核武已逐漸普遍，至尊魔戒被認為象徵核能和核武。另一可能的解釋是至尊魔戒代表慾望。至尊魔戒的誘惑力和負面影響與濫藥吸毒相類似，至尊魔戒正是有力的比喻。飾演咕嚕（Gollum）的演員安迪·塞基斯（Andy Serkis）便以藥物濫用作為他的演出靈感。
有關詛咒的指環，在柏拉圖的《理想國》（隱形戒指）及的歌劇也有描述。托爾金否認至尊魔戒和那些作品有任何連繫，至尊魔戒的靈感很可能是得自沃爾松格傳說（Volsunga saga）。

## 曾戴上至尊魔戒的記錄
- 索倫在精靈及人類最後同盟戰爭及之前曾多次佩戴。
- 埃西鐸在格拉頓平原躲避半獸人突擊時戴上至尊魔戒，至尊魔戒從他的手指上滑落。
- 史麥戈從表親德戈處拿取至尊魔戒。
- 比爾博在《哈比人歷險記》多次運用至尊魔戒。
- 比爾博在夏爾為了躲避塞克維爾巴金斯家族而使用至尊魔戒。
- 比爾博在結束他的111歲生日派對演講後使用至尊魔戒。
- 湯姆·龐巴迪戴上至尊魔戒，但魔戒對他不起作用。佛羅多隨即戴上至尊魔戒以測試至尊魔戒是否有效，湯姆·龐巴迪依然能夠看到他。
- 在布理，佛羅多在酒吧的桌上表演，不慎掉下，意外地戴上至尊魔戒。
- 戒靈追擊至風雲頂，佛羅多戴上至尊魔戒。
- 在阿蒙漢（Amon Hen）的山坡，佛羅多為了逃避波羅莫（Boromir）而戴上至尊魔戒。
- 佛羅多在橫渡安都因河時曾兩度短暫運用至尊魔戒，但山姆卻發現船隻。
- 山姆戴上至尊魔戒，以躲避西力斯昂哥的半獸人部隊。
- 山姆在西力斯昂哥的裂口兩度短暫使用至尊魔戒。
- 佛羅多在末日裂縫（Crack of Doom）戴上至尊魔戒，咕嚕咬斷佛羅多的手指奪得戒指，卻不慎跌入火山口中，至尊魔戒終被摧毀。

## 改編描述
在彼得·傑克遜執導的電影《魔戒》，佩帶魔戒者總是被形容為進入了一個暗黑的扭曲世界，比爾博·巴金斯（Bilbo Baggins）和佛羅多·巴金斯（Frodo Baggins）都未提及過關於使用至尊魔戒。而在小說《魔戒二部曲 ：雙城奇謀》的末段，山姆·詹吉（Samwise Gamgee）曾佩帶至尊魔戒，並知道一些類似的情況，這是書裡唯一次描述佩帶至尊魔戒的狀況；在電影裡，山姆沒有佩帶至尊魔戒。電影裡使用的至尊魔戒是由紐西蘭尼爾遜（Nelson）的一間珠寶公司裡的詹·霍爾·漢森與索其爾父子所製造的，他們一共為魔戒電影打造了三十枚以上、不同尺寸的魔戒。